# Bockwindmühle Lebusa

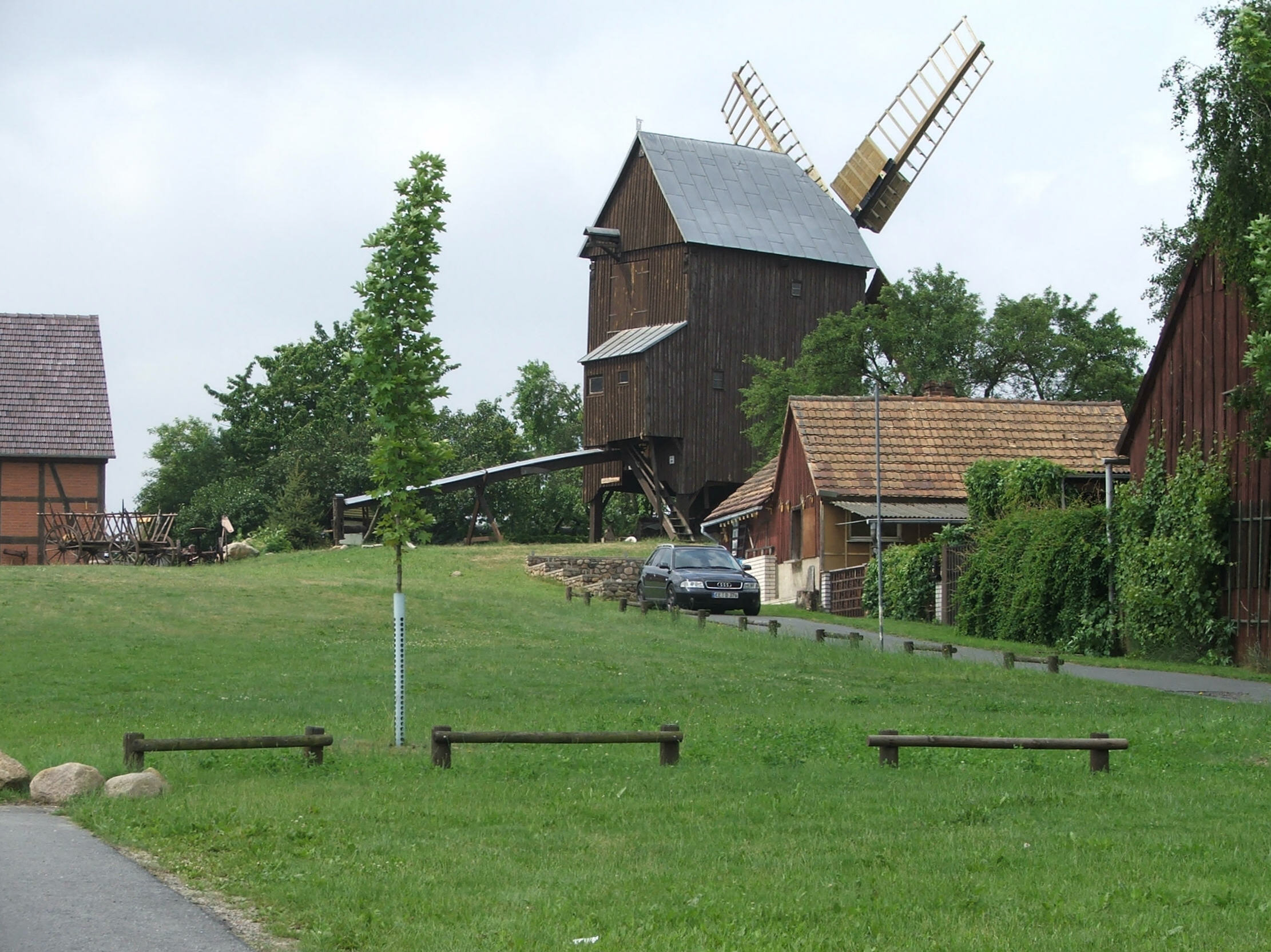
Bockwindmühle Lebusa

Das technische Denkmal Bockwindmühle Lebusa befindet sich in der brandenburgischen Gemeinde Lebusa im Landkreis Elbe-Elster.
Die im Jahre 1686 errichtete Mühle ist eine der ältesten funktionstüchtigen Bockwindmühlen der neuen Bundesländer. 1753 taucht sie in einer Karte des Kartenverlegers Peter Schenk auf. Der Windmüller Johann Friedrich Peisker erwarb die Mühle 1827 von seinem Vater, der sie 1788 als Erbzinsgut übernommen hatte. Spätere Besitzer der Mühle waren unter anderem Gottlieb Röhsgen (1844) und Oskar Stock (1925). Nachdem ab 1955 in der Mühle nur noch geschrotet wurde, erfolgte 1969 schließlich ihre Stilllegung. 1976 ging das Bauwerk in Rechtsträgerschaft der Gemeinde Lebusa über, welche sie in der Gegenwart der Öffentlichkeit als Schauobjekt zugänglich macht.

## Technische Daten
- Höhe: 12 m
- Breite: 7 m
- Flügellänge: 8,5 m
- Sterzlänge: 8 m
- Mahlgänge: 2